# Ravine des Avirons
La ravine des Avirons est un petit fleuve français situé sur l'île de La Réunion, département d'outre-mer de l'océan Indien. 

## Géographie
De 16,9 km de longueur, elle s'écoule du nord-nord-est vers le sud-sud-ouest depuis le Petit Bénare en servant de frontière entre les territoires communaux de Saint-Leu et des Avirons puis se jette à la mer à proximité immédiate d'un petit cap appelé pointe des Avirons.
Généralement à sec, la ravine des Avirons est franchie par plusieurs voies à l'aide de ponts, notamment par la route nationale 1 sur la côte et par la route Hubert-Delisle dans les Hauts.